# Lasarte-Oria
Lasarte-Oria település Spanyolországban, Gipuzkoa tartományban. Lasarte-Oria Donostia-San Sebastián, Usurbil, Hernani, Urnieta és Andoain községekkel határos. Lakosainak száma 19 312 fő (2024).

## Népesség
A település népessége az utóbbi években az alábbiak szerint változott:
| Lakosok száma | 17 502 | 17 734 | 17 582 | 17 782 | 17 889 | 18 082 | 18 152 | 18 380 | 18 893 | 19 312 |
|               | 2001   | 2004   | 2006   | 2009   | 2011   | 2014   | 2016   | 2019   | 2021   | 2024   |